# Đặng Nhật Minh
Đặng Nhật Minh (nar. Huế, Vietnam, 1938) je vietnamský režisér. Věnoval se překládání ruských filmů a v roce 1965 natočil své první dílo, dokument o životě geologa. V roce 2007 obdržel cenu Ho Či Mina od vietnamské vlády.